# Rok Satler
Rok Satler est un ancien joueur slovène de volley-ball né le 4 avril 1979 à Ljubljana. Il mesure 1,91 m et jouait passeur.

## Clubs
| Club                 | Pays      | De        | À         |
| -------------------- | --------- | --------- | --------- |
| OK Kamnik            | Slovénie  | 2002-2003 | 2003-2004 |
| OK Šoštanj Topolšica | Slovénie  | 2004-2005 | 2004-2005 |
| VfB Friedrichshafen  | Allemagne | 2005-2006 | 2005-2006 |
| ACH Bled             | Slovénie  | 2006-2007 | 2008-2009 |
| Salonit Anhovo       | Slovénie  | 2009-2010 | 2009-2010 |
| Triglav Kranj        | Slovénie  | 2010-2011 | 2010-2011 |
| SK Aich-Dob          | Autriche  | 2011-2012 | 2014-2015 |
| ACH Bled             | Slovénie  | 2015-2016 | 2019-2020 |

## Palmarès
- Top Teams Cup (1)
  - Vainqueur : 2007
- MEVZA (2)
  - Vainqueur : 2007, 2008
- Championnat de Slovénie (2)
  - Vainqueur : 2007, 2008
- Coupe de Slovénie (2)
  - Vainqueur : 2007, 2008
- Championnat d'Allemagne (1)
  - Vainqueur : 2006
- Coupe d'Allemagne (1)
  - Vainqueur : 2006